# Theo Heemskerk
Theodorus (Theo) Heemskerk (Amsterdam, 20 juli 1852 – Utrecht, 12 juni 1932) was een Nederlands jurist die 40 jaar actief was als politicus. Van 1908 tot 1913 was hij namens de Anti-Revolutionaire Partij (ARP) minister van Binnenlandse Zaken en voorzitter van de ministerraad. Hij leidde het langstzittende kabinet in Nederland sinds 1848. Hij trad in de voetsporen van zin vader, Jan Heemskerk Azn., beiden werden later boegbeelden van de Nederlandse politiek genoemd.

## Korte levensloop
Theo Heemskerk was de zoon van de jurist en politicus Jan Heemskerk die onder meer enige malen minister en voorzitter van de ministerraad was, zijn moeder was Anna Maria Heemskerk. Hij studeerde Romeins en hedendaags recht aan de Hogeschool Leiden, tegenwoordig Universiteit Leiden. Hij was advocaat in Amsterdam en in die gemeente tegelijkertijd raadslid (1889-1895, 1900-1901) en wethouder (1901-1907).
Theo Heemskerk was tegen de zin van ARP-leider Abraham Kuyper minister van Binnenlandse Zaken geworden en voorzitter van de ministerraad. Kuyper en Heemskerk lagen elkaar niet, reden waarom Heemskerk tijdens de kabinetsformatie van 1901 weigerde op het verzoek van Kuyper in te gaan en onder hem te dienen als minister. Kuyper was voorman van de orthodoxe vleugel van de partij en Heemskerk was van huis uit eerder vrijzinnig. Ook zijn echtgenote verzette zich tegen samenwerking, ze had aangekondigd in dat geval naar het buitenland te zullen vertrekken.
Het kabinet-Heemskerk, dat door hem in 1908 binnen twee weken werd geformeerd zonder Kuyper, diende 2025 dagen en is daarmee anno 2023 het langstzittende kabinet sinds 1848. Heemskerk is onder meer de grondlegger van de herziene Armenwet (1912) en van de Vaccinatiewet (1911). Verder nam hij voorbereidende maatregelen voor een grondwetsherziening, waarbij vooral de financiële gelijkstelling van openbaar en bijzonder onderwijs aandacht krijgt. Ook was hij bepalend in de discussie over grensbewaking en wapenbezit, het domein van minister Hendrikus Colijn, en de minister van Landbouw, Nijverheid en Handel, Syb Talma, zorgde voor een eerste aanzet van de sociale voorzieningen.
Naast bovengenoemde functies was Heemskerk verder lid van Provinciale Staten van de provincie Noord-Holland, minister van Justitie, lid van de Raad van State en minister van staat. Met uitzondering van de perioden dat hij ministersposten bekleedde was hij van 1888 tot aan zijn dood Tweede Kamerlid. 
Heemskerk was tot 1886 remonstrants, een vrijzinnige stroming binnen de protestante kerk, maar sloot zich in dat jaar, ook om opportunistische redenen, aan bij de orthodoxe Doleantie-beweging van Abraham Kuyper en werd daarom gereformeerd.

### Persoonlijk leven
Heemskerk was twee keer getrouwd. Op 3 november 1881 trouwde hij in Hilversum met jkvr. Maria Cornelia Hartsen (1857-1886), tegen de zin van haar vader, de politicus jhr. Cornelis Hartsen. Uit dit huwelijk stammen een doodgeboren kind (1882), twee dochters Anna Sarah (1883-1970) en Madelon (1885-1966) en een zoon Cornelis Jan (1882-1969). Maria Cornelia overleed op jonge leeftijd aan TBC. Hij trouwde nog eens op 14 januari 1891 in Sint-Petersburg met de aldaar geboren jkvr. Lydia von Zaremba (1869-1955), van Pools-Russische afkomst. Hij ontmoette haar op vakantie in Duitsland. Dit huwelijk bracht twee dochters en een zoon voort: Adelaïde Maria (1893-1969), Frederik (1895-1962) en Maria (1898-1899), maar Lydia kon niet aarden in Den Haag.

## Afbeeldingen

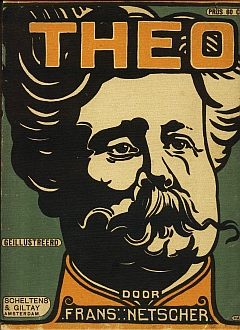
Heemskerk volgens Albert Hahn (1911)
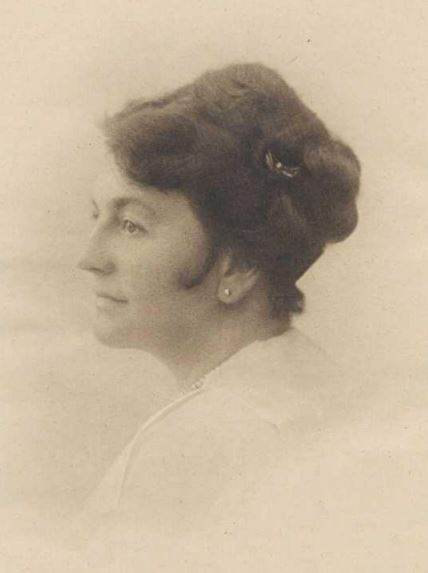
Lydia Heemskerk-von Zaremba (ca. 1918)